# Mordballad
Mordballader är en subgenre till den traditionella balladformen som handlar om ett brott eller en hemsk död. Deras texter målar upp en berättelse som beskriver händelserna med ett mord, ofta inklusive uppbyggnad och efterdyningar. Termen avser innehållet och kan tillämpas på traditionella ballader, en del av den orala kulturen. 

## Definition av subgenren
Termen ballad, tillämpad på traditionell musik eller folkmusik, betyder en berättande låt. Inom ballader ägnas "händelsesången" åt att berätta om en viss händelse (ur ett perspektiv). En mordballad är den form där händelsen är ett mord. Denna definition kan också tillämpas på låtar komponerade självmedvetna inom, eller med hänvisning till, de traditionella generiska konventionerna.
Det finns många olika perspektiv inom mordballader. Vissa mordballader berättar historien ur mördarens synvinkel eller försöker framställa mördaren i ett något sympatiskt ljus, till exempel låten "Tom Dooley". En inspelning av den låten med The Kingston Trio sålde nästan fyra miljoner exemplar 1958. Andra mordballader berättar om brottet från offerets synvinkel, till exempel "Lord Randall", där berättaren blir sjuk och upptäcker att han har förgiftats. Andra berättar historien med större avstånd, till exempel "Lamkin", som registrerar detaljerna om brottet och straffet utan något försök att väcka sympati för brottslingen. Övernaturlig hämnd som offret gjort mot mördaren figurerar ibland i mordballader som "The Twa Sisters" (även känd som "Binnorie" eller "Minnorie").

## Historia
Mordballader utgör en anmärkningsvärd del av traditionella ballader, av vilka många har sitt ursprung i Skandinavien, England och Skotlands lågland under medeltiden (vilket tyder på ett ultimativt germansk kulturellt ursprung). I dessa, medan mordet begås, upprättar mördaren vanligtvis rättvisa hos offrets familj, även om offret och mördaren är släkt (se "Edward / Son David", "The Cruel Brother" och "The Two Sisters") " till exempel). I dessa ballader bränner mordiska kvinnor vanligtvis medan män hänger - se "Lamkin" och några skotska versioner av "The Twa Sisters". Inom ramen för de brittiska öarna hittas mordballader bara i engelska och skotsktalande regioner (i stort sett England, Skottlands lågland och nordöstra Irland), och är inte en del av gaelisk eller waleskspråkig musik. 

## Lista över mordballader
Följande lista innehåller ett urval av anmärkningsvärda engelskspråkiga mordballader, både traditionella och moderna, och är inte avsedd att vara fullständig. 

### Traditionella
- "Banks of the Ohio" (American) – Fiona Apple & Sean Watkins, Carter Family, Monroe Brothers, Doc Watson[3]
- "The Bramble Briar", även känd som "The Merchant's Daughter" and "In Bruton Town" (English) – Martin Carthy, Sandy Denny, Davy Graham[4]
- "Charles Guiteau" (American) – Norman Blake, Ramblin' Jack Elliot, Bascom Lamar Lunsford[5]
- "Child Owlet" (Scottish) – Alistair Hulett & Dave Swarbrick, Ewan MacColl, Steeleye Span[6]
- "The Daemon Lover", även känd som "James Harris" and "The House Carpenter" (Scottish) – Joan Baez, Bob Dylan, Natalie Merchant, Doc Watson[7]
- "Delia's Gone" (American) – David Bromberg, Johnny Cash, Ruth Gerson[8]
- "Down in the Willow Garden", även känd som "Rose Connelly" (Irish, American) – The Chieftains & Bon Iver, The Everly Brothers, G. B. Grayson & Henry Whitter[9]
- "Duncan and Brady" (American) – New Riders of the Purple Sage, Dave Van Ronk, Wilmer Watts & The Lonely Eagles[10]
- "Edward" (Scottish) – Sam Amidon, Oysterband, Steeleye Span, James Yorkston[11]
- "Eggs and Marrowbone" (English) – Richard Dyer-Bennet, Seamus Ennis, Jean Ritchie[12]
- "Frankie and Johnny", även känd som "Frankie and Albert" (American) – Mississippi John Hurt, Elvis Presley, Jimmie Rodgers[13]
- "In the Pines", även känd som "Where Did You Sleep Last Night?" or "Ma Negresse", a Cajun French version (American)- Lead Belly, Nirvana, Loretta Lynn, Dock Walsh[14]
- "The Knoxville Girl" (American; derived from the Wexford Girl among others.) – Blue Sky Boys, The Louvin Brothers, The Outlaws, The Wilburn Brothers[13]
- "Lamkin" (English) – Martin Carthy, Steeleye Span, The Wainwright Sisters[15]
- "The Maid and the Palmer", även känd som "The Well Below The Valley" (Irish) – Brass Monkey, Planxty, Steeleye Span[16]
- Mammy Redd, based on real life hanging of Wilmot Redd as a witch.[17]
- "Mary Hamilton" (Scottish) – Joan Baez, Cynthia Gooding, Odetta, Jean Ritchie[18]
- "Matty Groves", även känd som "Little Musgrave", (English with American variants)- Judy Collins[19][20]
- "Poor Ellen Smith" (American) – The Country Gentlemen, Molly O'Day, Wilma Lee & Stoney Cooper, Henry Whitter[13]
- "Pretty Polly" (American; originally from British broadside "The Gosport Tragedy") – Dock Boggs, The Byrds, Judy Collins, The Dillards,[13] Vandaveer (bluegrass version)[21]
- "Stagger Lee", även känd som "Stagolee", "Stackerlee", "Stack O'Lee" and "Stack-a-Lee" (American) – Sidney Bechet, Woody Guthrie, Lloyd Price, Ma Rainey[13]
- "Tom Dooley" (American) – Lonnie Donegan, Steve Earle, The Kingston Trio, Frank Proffitt, Frank Warner[13]
- "The Twa Sisters", även känd som "Cruel Sister", "The Two Sisters", "Minnorie", and "Binnorie" (English and Scottish) – Ewan MacColl, Pentangle, Andrew Rowan Summers, Tom Waits[18]
- "Young Florilla" (American)[22]
- "Young Hunting", även känd som "Henry Lee", "Love Henry", "Earl Richard" and "The Proud Girl" (Scottish) – Bob Dylan, Dick Justice, A. L. Lloyd[23][24]

### Moderna (sedan 1920)
- "1952 Vincent Black Lightning" (Richard Thompson) – Red Molly, Sean Rowe, Richard Thompson[25]
- "Ballad of Hollis Brown" (Bob Dylan) – Bob Dylan, Neville Brothers, Nina Simone[26]
- "Delilah" - Tom Jones[27]
- "El Paso" (Marty Robbins) – Old 97's, Marty Robbins[25]
- "Goodbye Earl"- The Dixie Chicks
- “Caleb Meyer” (Gillian Welch/David Rawlings) – Gillian Welch & David Rawlings[25]
- "Hey Joe" (Billy Roberts) – The Byrds, Jimi Hendrix, The Leaves, Tim Rose[25]
- "Jack Straw" (Bob Weir/Robert Hunter) – The Grateful Dead, Bruce Hornsby & The Range[25]
- "Janie's Got A Gun"-Aerosmith[28]
- "John Wayne Gacy, Jr." (Sufjan Stevens) – Sufjan Stevens[24]
- "Johnny and the Lantern" — Declan O'Rourke[29]
- "Long Black Veil" (Marijohn Wilkin/Danny Dill) – The Band, Nick Cave, Bill Monroe, Rosanne Cash[30]
- "The Lonesome Death of Hattie Carroll" (Bob Dylan) – Paula Cole, Judy Collins, Bob Dylan, Mason Jennings[13]
- "Mack the Knife" (Kurt Weill/Bertolt Brecht) – Bobby Darin, Ella Fitzgerald, Frank Sinatra[31]
- "Man Down" (Shama Joseph/Timothy Thomas/Theron Thomas/Shontelle) – Rihanna[32]
- "Nebraska" (Bruce Springsteen) – Bruce Springsteen[33]
- "Shankill Butchers" (Colin Meloy) – The Decemberists, Sarah Jarosz[24]
- "Two Black Cadillacs" (Carrie Underwood/Hillary Lindsey/Josh Kear) – Carrie Underwood[34]